# Фетин, Владимир Александрович
Влади́мир Алекса́ндрович Фе́тин (настоящая фамилия Фе́ттинг) (14 октября 1925, Москва — 20 августа 1981, Ленинград) — советский кинорежиссёр, заслуженный деятель искусств РСФСР (1975).

## Биография
Родился 14 октября 1925 года в Москве в семье Александра Александровича Феттинга из немецкого дворянского рода. После Октябрьской революции семья сократила фамилию до Фетинг, для титров «Жеребёнка» Фетин решил ещё больше «русифицировать» её, но по документам остался Фетингом.
Участник Великой Отечественной войны с 1943 года, проходил службу в рядах 1-й запасной артиллерийской бригады. После войны работал чертёжником, мастером технологического оборудования. Затем поступил во ВГИК, режиссёрский факультет которого окончил в 1959 году (мастерская Сергея Герасимова). Дипломной работой стал короткометражный фильм «Жеребёнок» по мотивам рассказа Михаила Шолохова.
После института работал на киностудии «Ленфильм». Первая же его полнометражная работа — комедия «Полосатый рейс» (1961) — стала лидером советского проката: в год выхода её посмотрели 45,8 млн зрителей, она занимает 51-е место среди абсолютных лидеров отечественного проката.
Ещё одной экранизацией рассказов Шолохова стала драма «Донская повесть» (1964), занявшая 7-е место в прокате при 31,8 млн зрителей. Главную роль исполнила актриса Людмила Чурсина, вскоре ставшая женой Фетина и сыгравшая главные роли ещё в трёх картинах мужа.
Характерным почерком режиссёра в те годы было психологическое исследование женских характеров и проблем нравственности. Он сохранил его и после развода с Чурсиной, поставив в частности драму «Сладкая женщина», по итогам 1977 года занявшую 12-е место в прокате при 31,3 млн зрителей.
Был автором сюжетов для киножурнала «Фитиль».
По словам Людмилы Чурсиной, «не умел отказаться от лишней стопки» и часто уходил в запои, особенно когда ему не утверждали сценарии, и он оставался без работы. Это сильно подорвало его здоровье, дважды он попадал в автомобильные аварии.
Скончался в Ленинграде 20 августа 1981 года на 56-м году жизни от сердечного приступа, не застав премьеры своей последней работы «Пропавшие среди живых». Похоронен в Ленинграде на Центральной аллее Южного кладбища.

## Семья
Вторая жена — Людмила Алексеевна Чурсина (род. 20 июля 1941), актриса, народная артистка СССР (1981).
Имел сына от первого брака и дочь от третьего.

## Фильмография
1. 1959 — Жеребёнок (к/м; по одноимённому рассказу М. А. Шолохова)
2. 1961 — Полосатый рейс
3. 1963 — Большой фитиль (эпизод «Расплата»)
4. 1964 — Донская повесть (по М. А. Шолохову)
5. 1968 — Виринея (по Л. Н. Сейфуллиной)
6. 1970 — Любовь Яровая (по одноимённой пьесе К. А. Тренёва)
7. 1973 — Открытая книга (по одноимённому роману В. А. Каверина)
8. 1975 — Фитиль № 151 (эпизод «Летающие тарелки»)
9. 1976 — Сладкая женщина (по одноимённой повести И. А. Велембовской)
10. 1979 — Таёжная повесть (по роману В. П. Астафьева «Царь-рыба»)
11. 1981 — Пропавшие среди живых (по одноимённой повести С. А. Высоцкого)

## Награды и достижения
- 1973 — Серебряная медаль на Международном кинофестивале детских и юношеских фильмов в Калькутте (за фильм «Полосатый рейс»).
- 1975 — Заслуженный деятель искусств РСФСР.